# Flamingo
『Flamingo』（フラミンゴ）は、浅田真季の1枚目のアルバム。

## 概要
メジャー唯一のオリジナルアルバム。アルバムタイトルの由来は植物のアンスリソウからとったもので、形状がフラミンゴが立っているように見えるためである。

## 批評
CDジャーナルは「ひなたの香りがしてくるヴォーカルに、流れる汗が少しキモチ良くなってくるようなサマー・アルバム」と評した。

## 収録曲
1. めぐりめくる世界
作詞：浅田真季・室井美樹　作曲・編曲：須貝幸生
2. ごまかしきれない Dancin' in the bathroom
作詞：浅田真季　作曲：月光恵亮　編曲：須貝幸生
3. どこでもCHU
作詞：浅田真季・室井美樹　作曲・編曲：須貝幸生
4. あなたはいつ泣くんだろう
作詞：久世まりあ　作曲・編曲：須貝幸生
5. 決定的サヨナラ
作詞：久世まりあ　作曲・編曲：須貝幸生
6. Everybody Needs Somebody
作詞：浅田真季・室井美樹　作曲・編曲：須貝幸生
7. ここへおいでよ
作詞：さとうみかこ　作曲：和泉常寛　編曲：須貝幸生
8. 真夏のワイルド・ガール
作詞：岩田麻里　作曲：LISAGO　編曲：須貝幸生
9. ハートがちぎれちゃう
作詞：室井美樹　作曲：和泉常寛　編曲：須貝幸生
10. なぜ? -Jelly Fish-
作詞：浅田真季　作曲・編曲：須貝幸生
11. 戻りたい 戻れない(TRIBAL ROCK-MIX)
作詞：浅田真季　作曲・編曲：須貝幸生